# Batalha de Chesma
A Batalha Naval de Çeşme ocorreu de 5 a 7 de julho de 1770, durante a Guerra Russo-Turca (1768-1774), perto da Baía de Çeşme, entre a ponta ocidental da Anatólia e a ilha de Quios. Foi parte da Revolta de Orlov de 1770, um precursor da Guerra da Independência Grega (1821-1829), e a primeira de várias batalhas desastrosas para os otomanos contra a Rússia. Hoje é comemorada como um Dia de Honra Militar na Rússia.

## Contexto
A guerra começou em 1768, e a Rússia enviou esquadrões do Mar Báltico para o Mar Mediterrâneo para desviar a atenção otomana de sua frota no Mar Negro. Dois esquadrões russos, comandados pelo Almirante Grigory Spiridov e pelo Contra-almirante John Elphinstone, combinados sob o comando do Conde Alexei Orlov, encontraram a frota otomana em 5 de julho de 1770, ancorada ao norte da Baía de Çeşme. A frota otomana, comandada por Kapudan Pasha Mandalzade Hüsameddin, consistia em cerca de 14 navios de linha, várias fragatas, xavecos, galés e pequenas embarcações.

## Batalha
Os otomanos abriram fogo primeiro, seguido pelos russos. Após uma batalha inicial, onde os russos enfrentaram dificuldades, a luta se intensificou com a explosão de dois navios principais, resultando em incêndios que se espalharam pela frota otomana. Na manhã de 7 de julho, os russos bombardearam as posições otomanas, resultando na destruição quase total da frota otomana.

## Consequências
A batalha foi a maior derrota naval otomana desde a Batalha de Lepanto (1571). Fortaleceu a confiança da frota russa e permitiu o controle do Mar Egeu por um tempo. A derrota acelerou as rebeliões dos grupos minoritários no Império Otomano, especialmente das nações cristãs ortodoxas nos Bálcãs. O evento foi marcado pela construção de quatro monumentos por Catarina, a Grande, na Rússia.

## Galeria

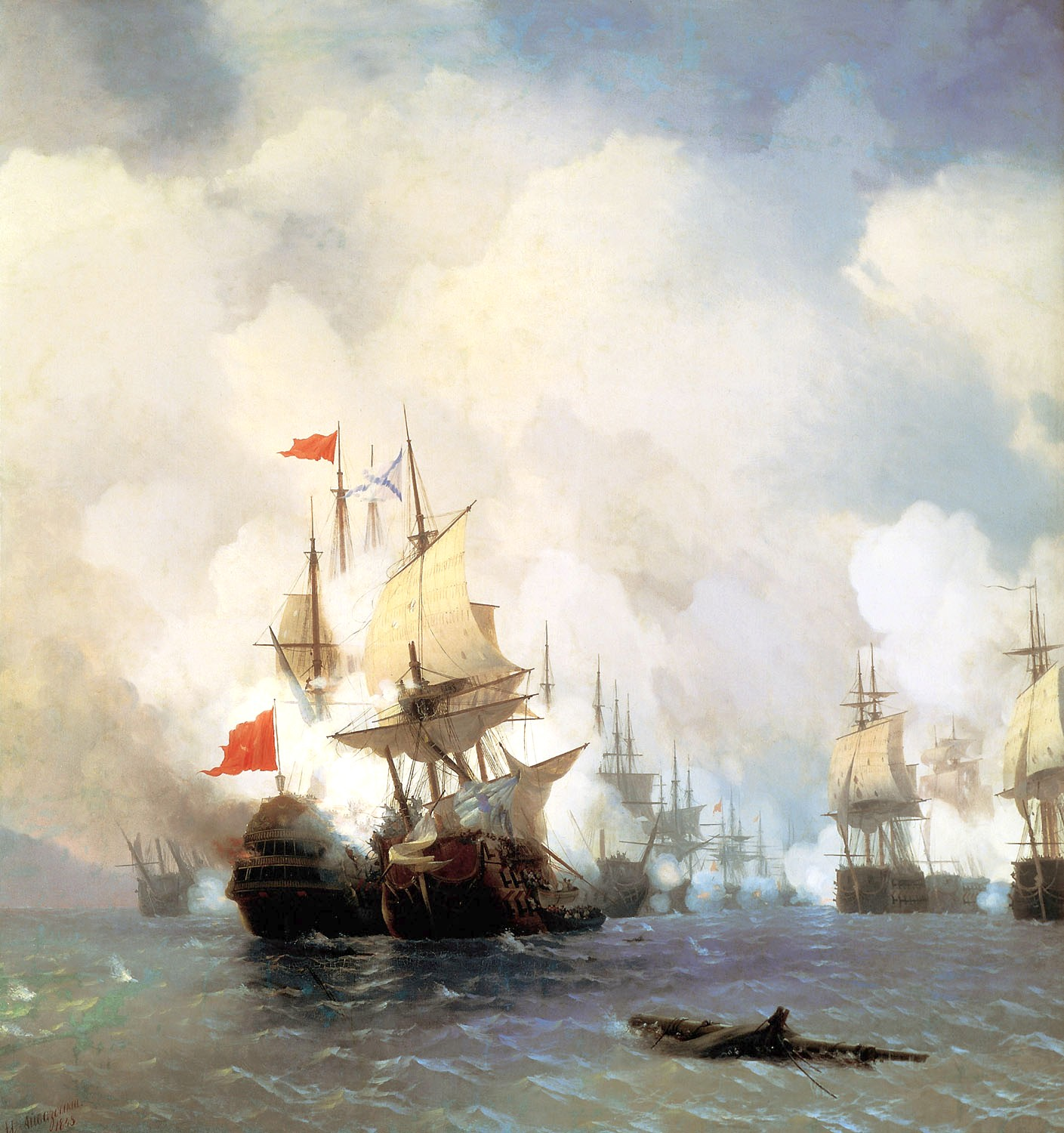
Combate no Estreito de Chios pory Ivan Aivazovsky
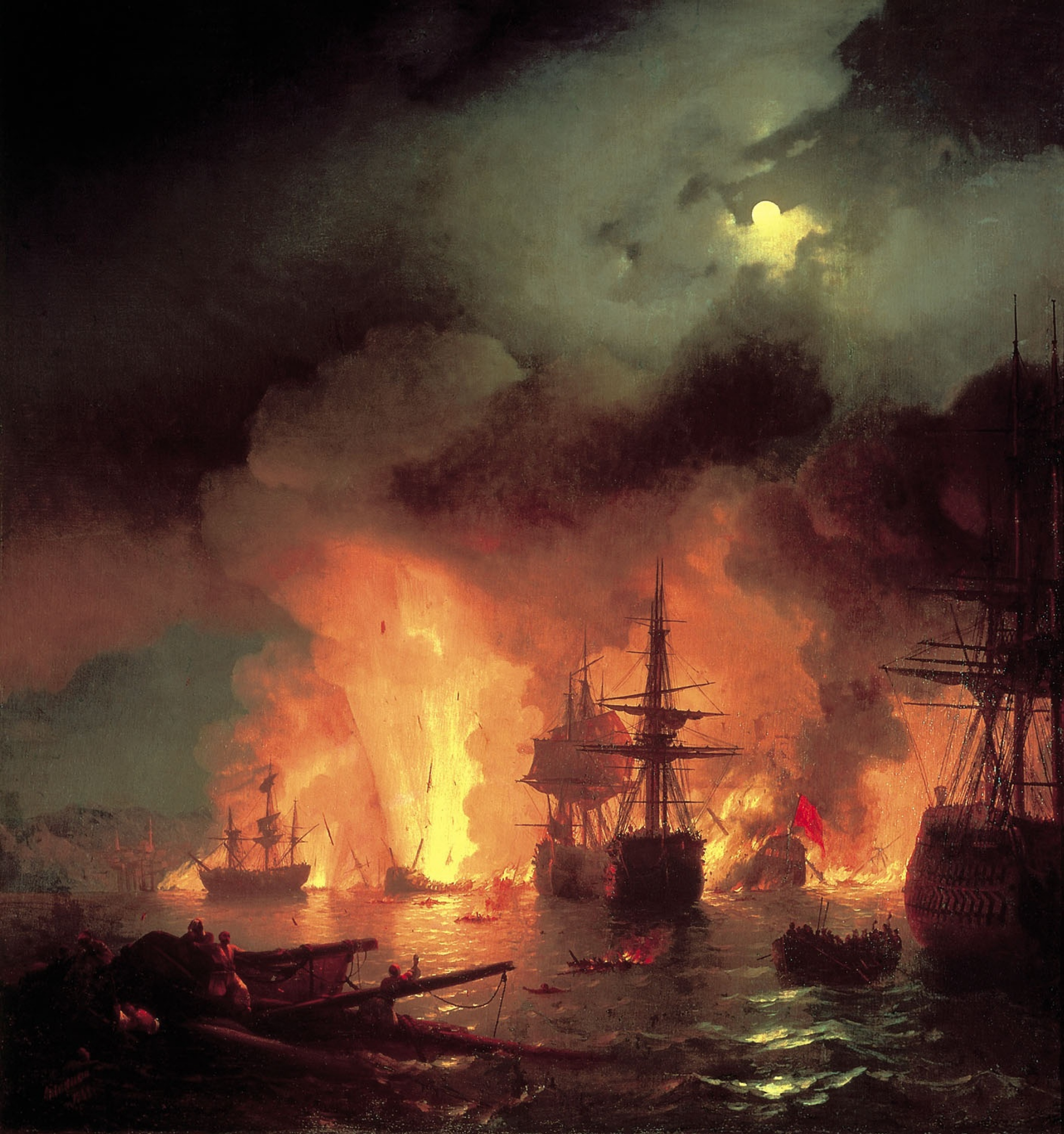
Batalha de Chesma à Noite por Ivan Aivazovsky
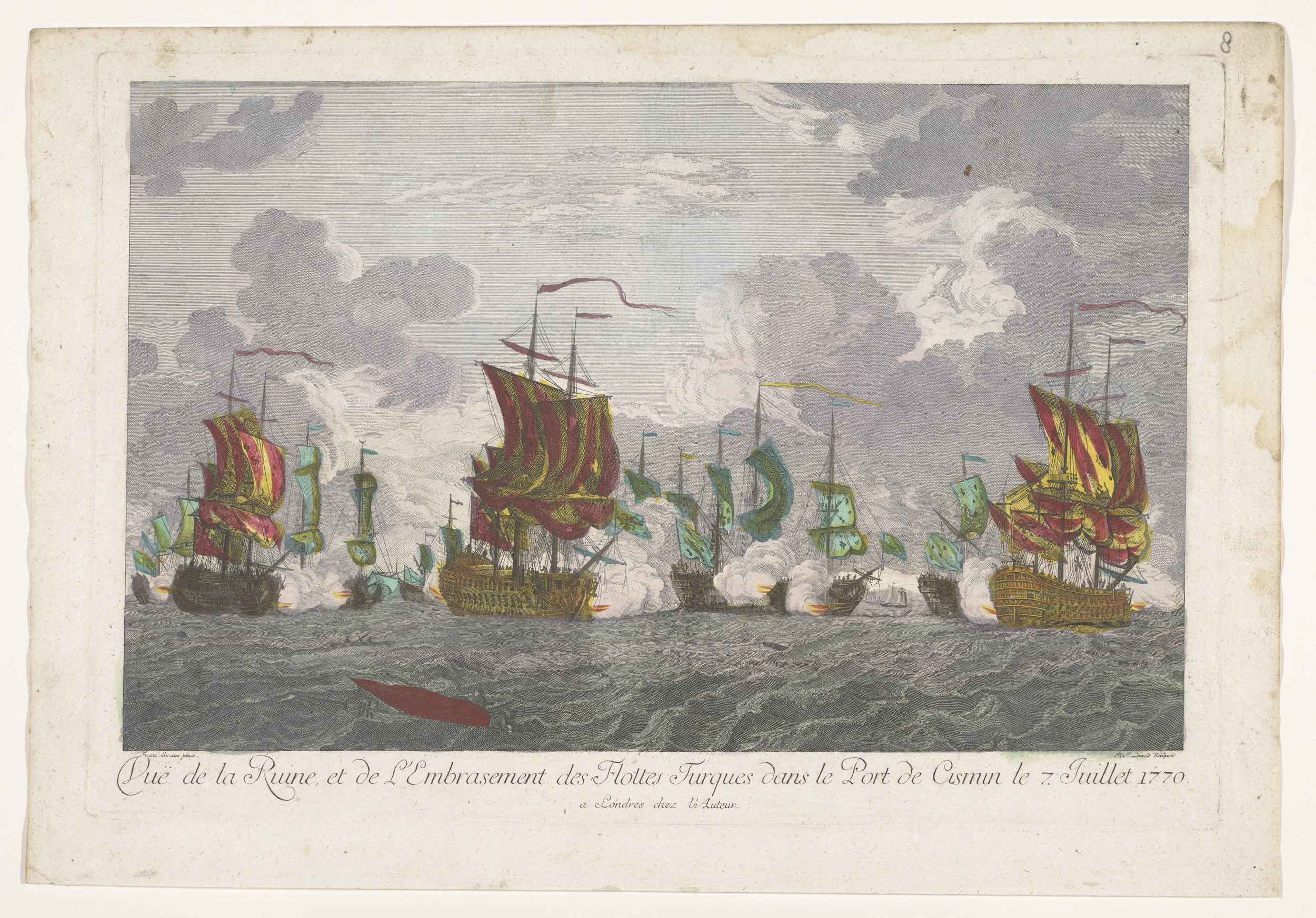
Aquarela holandesa da segunda metade do século XVIII
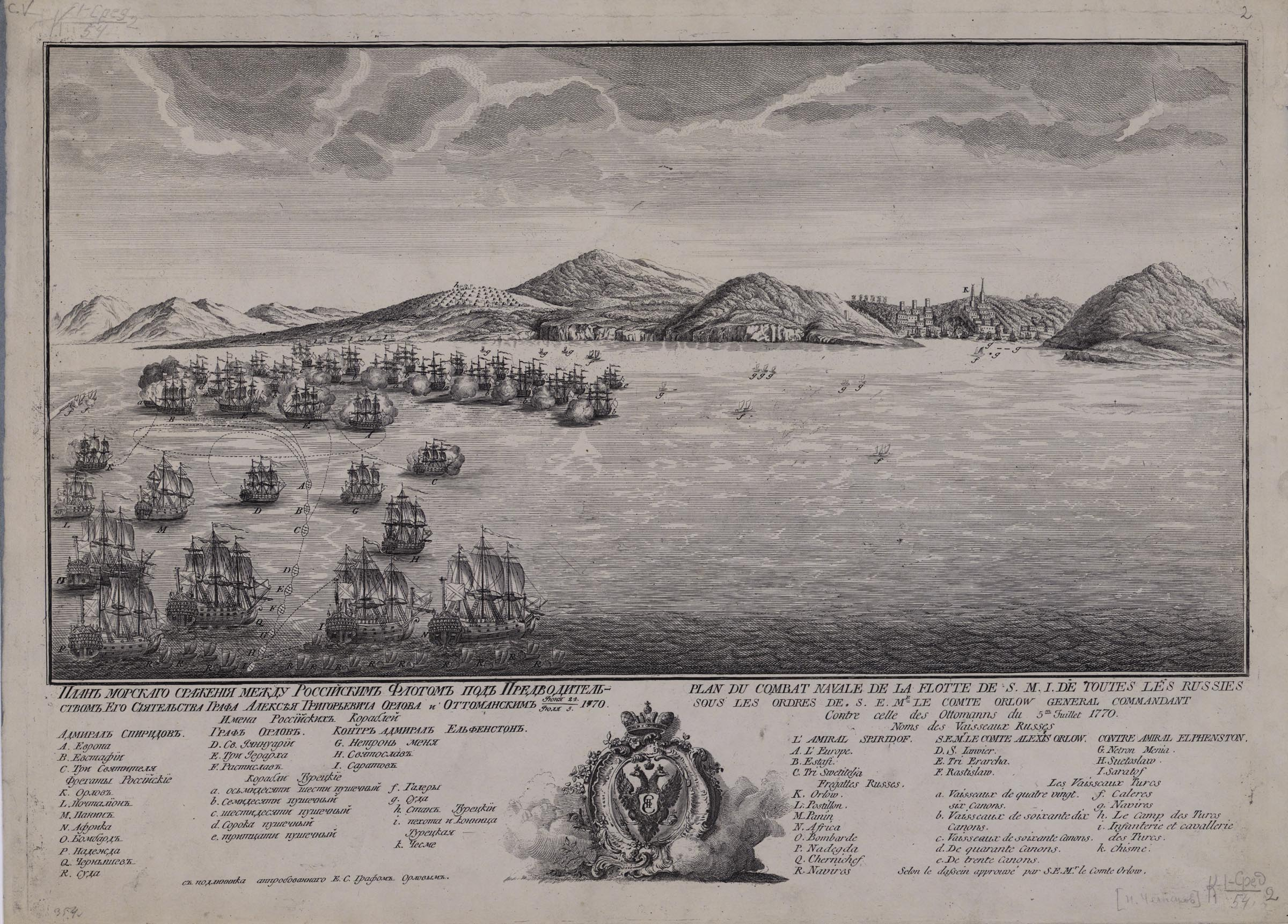
Plano de batalha para 5 de julho (no estreito de Chios))
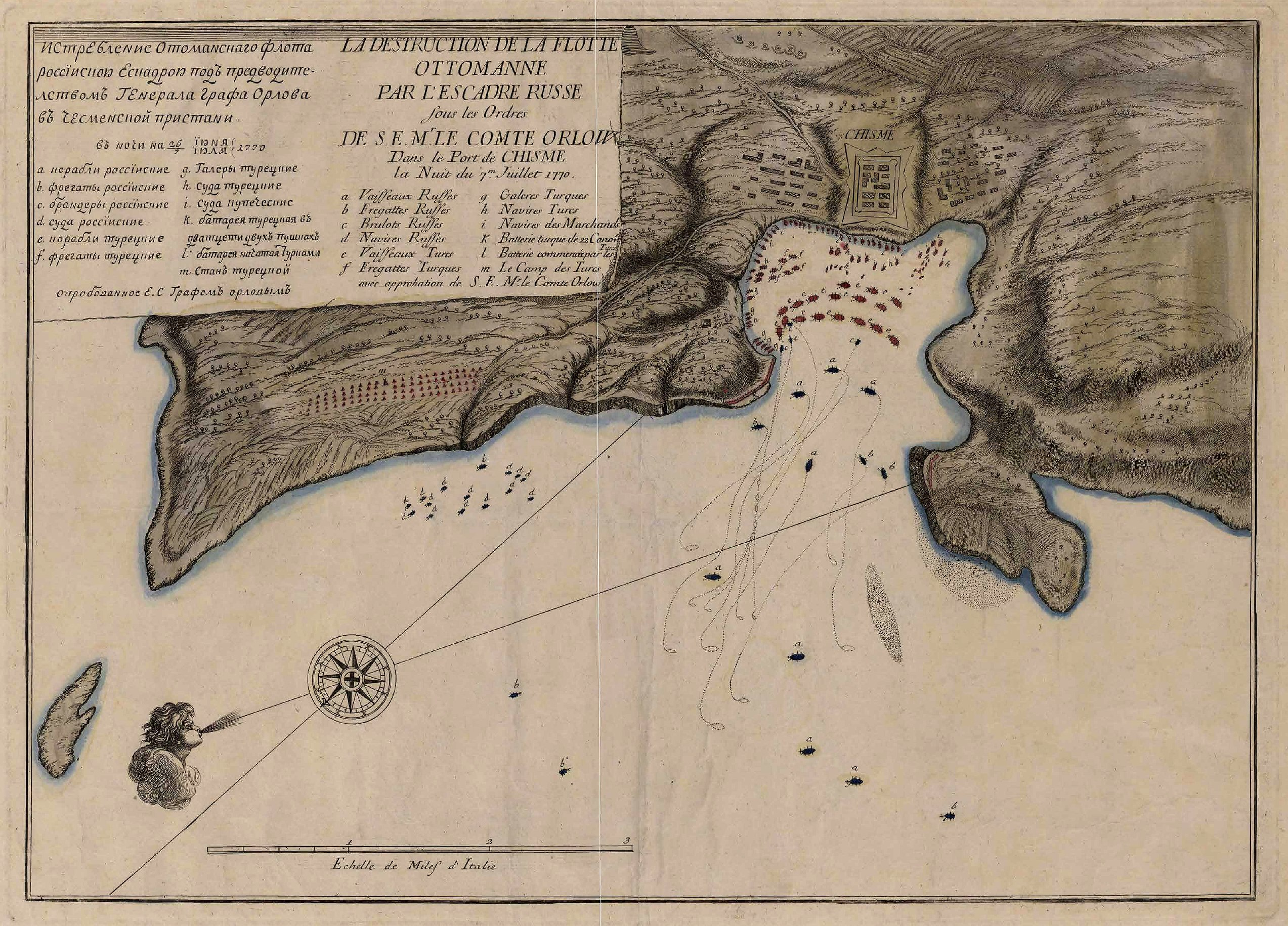
Plano de batalha para 7 de julho (na Baía de Çeşme))
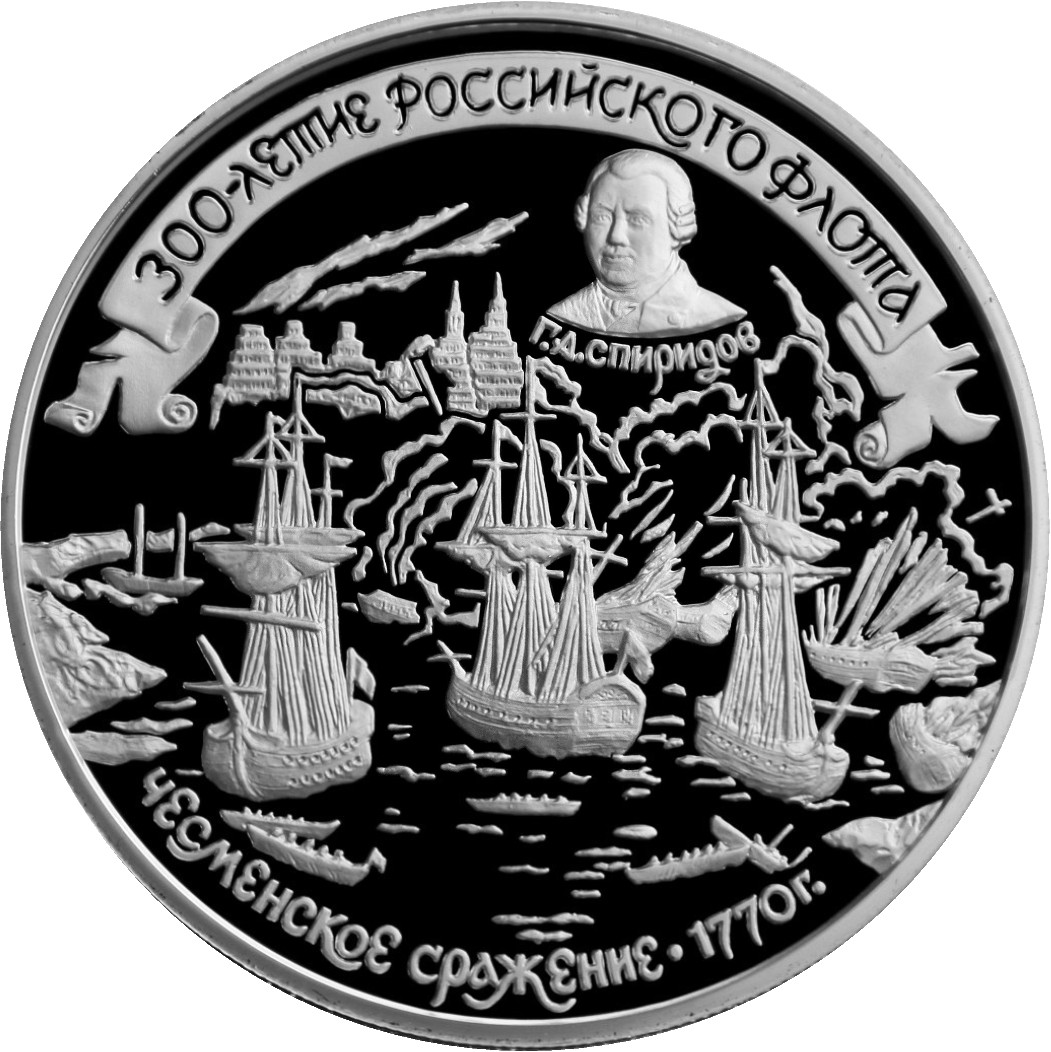
Moeda de prata russa 300º aniversário da Marinha Russa G. A. Spiridov